# アミ…男ともだち
『アミ…男ともだち』（あみ…おとこともだち）は、一条ゆかりが「りぼん」1973年9月号に掲載した読みきり漫画作品である。
少年の精神的レイプを扱ったボーイズラブ作品。しかし、萩尾望都の『雪の子』（1971年）や『11月のギムナジウム』（1971年）との類似性を指摘され、現在ではあまり語られない傾向にある。

## あらすじ
16歳のユーリックは男子全寮制の学園に転入する。ユーリックは成績優秀、運動神経抜群、そして美少年ぶりで一躍学園の注目を集める。ユーリックと同部屋になったのは、アーサーという顔色の悪い少年だった。アーサーは理事長の息子であり、成績優秀でありながら授業をボイコット、マリファナ中毒であるなどの奔放さで、真面目なユーリックとは正反対の男だった。アーサーの人を見下したような言動、人の心を見透かしたような言動に、ユーリックは強い不快感をおぼえる。しかしながら、ユーリックの心のベクトルは、アーサーの思惑通り、次第にアーサーへと向っていくのだった。

## 登場人物
ユーリック
転入生。美少年で、成績優秀、運動神経抜群のことから男子校の中で一躍人気者になる。転校してきたのも、前の学校で男色行為の強要があったことが原因であったことがほのめかされている。寮で同部屋となったアーサーと出会ったことにより、人生が一変する。
アーサー・マクドナル
大人びた雰囲気の黒髪の少年。学園理事長の息子で、学校を思い通りに動かしているが、学園の生徒も「アーサーなら……」と是認している。マリファナ中毒で、死期は近いと悟っている。ユーリックの心の中に生き続けようと、あらゆる手段を使ってユーリックにトラウマを与え続ける。ユーリックが自分に振り向くか否かを「賭け」と表現するエゴイストである。
シュベール
清楚な顔立ちの美少女。アーサーは自分の妹としてユーリックに紹介する。ユーリックはシュベールとすぐに恋人に近い関係へと発展するが、その後アーサーから自分の許婚であることを知らされる。ユーリックは大きな精神的ダメージを受ける。許婚のアーサーに恋愛感情を抱いており、死期が迫るアーサーに「一生、あなたのことを思って生き続ける」と訴えたが、アーサーからは「結果の分かりきった賭けには興味はない」と一蹴されている。